# Tottenham Hotspur Stadium
Le Tottenham Hotspur Stadium est un stade de football situé dans la banlieue nord de Londres.
C'est l'enceinte du club de Tottenham Hotspur Football Club depuis avril 2019, construit en lieu et place de son ancien stade White Hart Lane. Il a une capacité de 62 850 spectateurs, ce qui en fait l’un des plus grands stades de la Premier League anglaise et le plus grand stade de club de Londres. Il est conçu pour être un stade polyvalent et comprend le premier terrain de football rétractable divisible au monde, qui révèle un terrain en gazon synthétique sous la pelouse pour accueillir les matchs de la NFL américaine organisés à Londres, des concerts et d’autres événements.
Il est le 3e plus grand stade d'Angleterre en football, n'étant dépassé que par Old Trafford (75 643 places) et par le Stade de Wembley (90 000 places),.

## Histoire

### Genèse du projet et construction
Au milieu des années 2000, le club anglais de Tottenham Hotspur qui évolue dans son stade historique de White Hart Lane est confronté à l'exiguïté de son enceinte, dont la capacité était bien plus réduite que celles des autres grands clubs anglais. En 2011, Tottenham postule pour s'installer au Stade olympique de Londres, une nouvelle enceinte de 60 000 places construite pour les Jeux olympiques de Londres de 2012. Cependant, le stade est attribué à un autre club londonien, West Ham United. Les Spurs décident donc de se reconcentrer sur un projet de construction d'un nouveau stade.
Le projet de construction était référencé sous le nom de Northumberland Development Project. La construction du stade a été lancée en tant que pièce maîtresse du projet de développement Northumberland, devant servir de catalyseur pour un plan de régénération de 20 ans pour le quartier de Tottenham. Le projet couvre le site du terrain actuellement démoli de White Hart Lane et les zones adjacentes. Le projet a été conçu pour la première fois en 2007 et annoncé en 2008, mais le plan a été révisé à plusieurs reprises et la construction du stade, semée de différends et de retards, n'a commencé qu'en 2015. Lors de la construction du nouveau stade, Tottenham évolue au Stade de Wembley, le stade national.
L’ouverture était initialement prévue pour le deuxième match à domicile contre Liverpool en septembre 2018 mais des retards dans l’ouverture du stade ont forcé Tottenham à prolonger la location temporaire du stade de Wembley pour la saison 2018-19, et ce jusqu’en avril 2019. Les Spurs ont également disputé leur match à domicile au troisième tour de la Coupe EFL au Stadium MK. Dans le cadre de la série internationale de la NFL, le premier match délocalisé de football américain devait opposer les Raiders d'Oakland contre les Seahawks de Seattle le 14 octobre 2018, mais cela aussi a été transféré à Wembley après le délai rallongé. Le magasin du club a été le premier à ouvrir ses portes le 23 octobre 2018. Un événement de familiarisation avec les fans a eu lieu au stade en décembre 2018.

### Ouverture et premiers matchs
Le premier match, est une rencontre des moins de 18 ans de Tottenham et Southampton (3-1), suivie par 28 987 spectateurs, la capacité avait été limitée à 30000 places, le second match est une rencontre de gala entre des anciens joueurs de Tottenham et de l'Inter de Milan devant 41 244 spectateurs. L'ouverture officielle a lieu le 3 avril 2019 avec une cérémonie avant le match de Premier League contre Crystal Palace. Le match, qui a rassemblé 59 215 spectateurs, a été remporté par Tottenham Hotspur sur le score de 2–0, Son Heung-min inscrivant le premier but officiel de l'histoire du nouveau stade et Christian Eriksen marquant le deuxième but.
Le premier match de coupe d'Europe organisé dans ce stade est le quart de finale aller de la Ligue des champions de l'UEFA 2018-2019 opposant Tottenham Hotspur à Manchester City dans un duel anglo-anglais, remporté 1-0 par les locaux grâce à l'arrêt du gardien de but français Hugo Lloris sur un pénalty de l'attaquant mancunien Kun Agüero à la 13e minute, mais aussi grâce au but du Sud-Coréen Son Heung-min à la 78e minute, devant 60 044 spectateurs, record d'affluence jusqu'à la demi-finale aller face à l'Ajax Amsterdam remportée 0-1 par les Néerlandais (60 243 spectateurs).

### Période actuelle
Dès le premier match de la saison de Premier League 2019-2020 opposant Tottenham à Aston Villa, le record d'affluence du stade est battu puisque 60 407 personnes viennent assister à la victoire 3-1 des Spurs. En octobre 2019, le Tottenham Hotspur Stadium accueille des matchs de NFL américaine. Le 17 novembre 2019, le stade a accueilli pour la première fois le Tottenham Hotspur Ladies Football Club (l'équipe féminine de Tottenham Hotspur), pour un North London Derby contre l'équipe féminine d'Arsenal (0-2) dans le cadre de la Premier League féminine. 38 000 spectateurs assistent à la rencontre, un record pour le championnat anglais. L'actuel record d'affluence date du 11 janvier 2020 lorsque les Spurs ont affronté Liverpool en Premier League. Le 1er juin 2019, le stade a projeté sur grand écran en direct la finale de la Ligue des champions entre Tottenham Hotspur et Liverpool. Le 12 juillet 2020, l'enceinte accueille pour la première fois le Derby du nord de Londres entre Tottenham Hotspur et Arsenal, derby remporté par les Spurs (2-1).

## L'enceinte

### Capacité
Avec ses 62 850 places, le Tottenham Hotspur Stadium est le 3e plus grand stade de football d'Angleterre, derrière le Stade de Wembley (90 000 places) et Old Trafford (75 643 places). Grâce à cette enceinte, Tottenham Hotspur possède ainsi le 2e plus grand stade au niveau de la Premier League anglaise, n'étant dépassé que par Manchester United, propriétaire d'Old Trafford mais dépassant Arsenal et l'Emirates Stadium.
Lorsque l'enceinte ouvre ses portes en 2019, elle est équipée d'une capacité de 62 062 places. Augmentée à 62 303 places, cette capacité augmente encore puisque le club obtient la permission d'agrandir son stade en octobre 2020, pour atteindre le nombre de 62 850 places,. Lors des rencontres, 3 000 places sont réservées aux supporters adverses.

### Tribunes et terrain

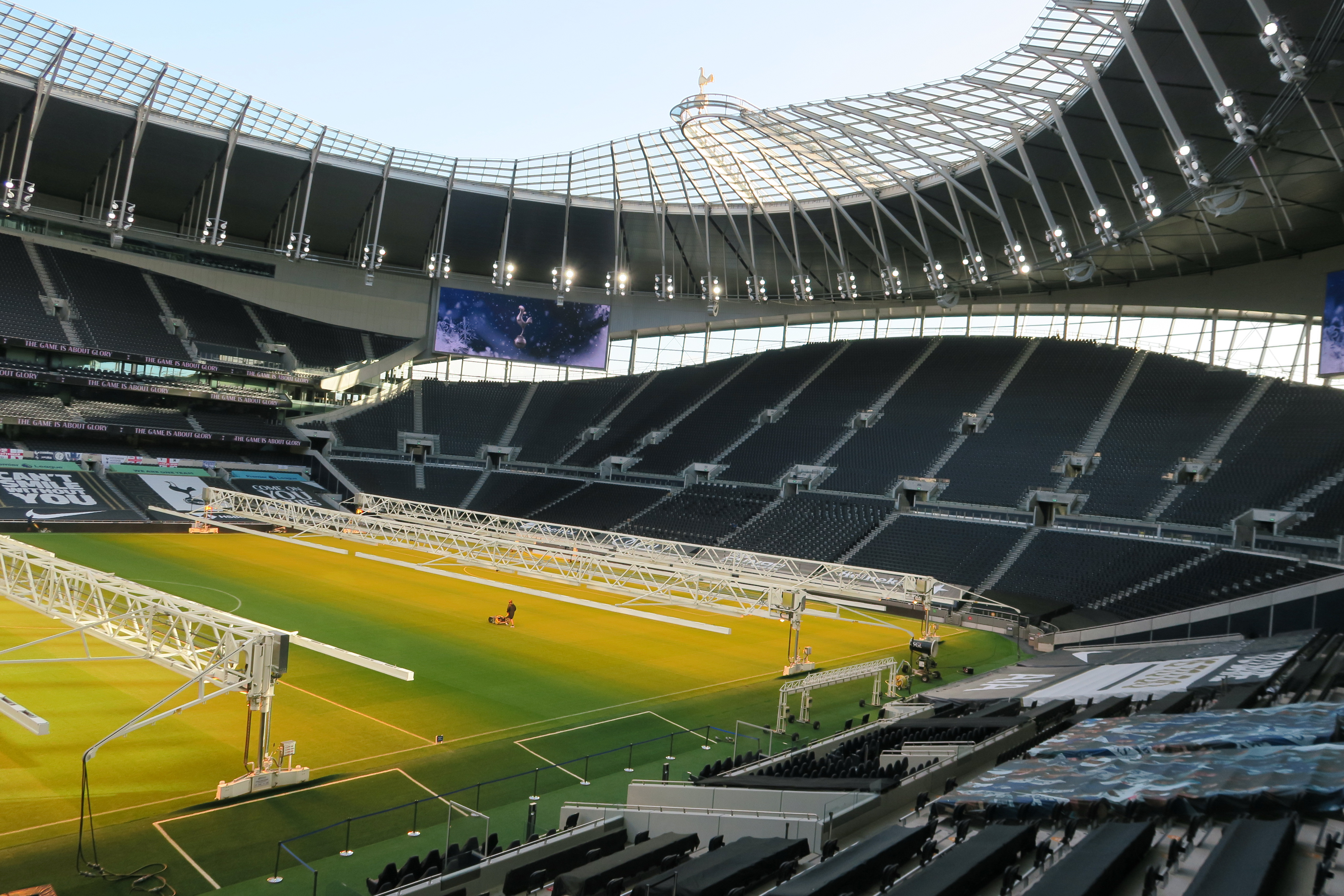
La Tribune Sud (South Stand) du stade, plus large tribune d'Angleterre, ici en 2020.

Comme White Hart Lane, le stade possède quatre tribunes bien distinctes, bien qu'ayant une forme de bol, à l'inverse du Lane qui s'apparentait à un rectangle. Parmi celles-ci se trouve la Tribune Sud (South Stand), haute de plus 34 mètres et comportant jusqu'à plus de 17 500 places, ce qui en fait la plus grande tribune d'un stade en Angleterre. Cette tribune a d'ailleurs été pensée sur le modèle du Mur Jaune du Signal Iduna Park, occupé par le Borussia Dortmund et est considérée comme le cœur de l'enceinte, censée générer l'ambiance pendant les matchs. Cette imposante tribune est d'ailleurs surplombée par une massive statue de coq en or, qui rappelle l'emblème de Tottenham Hotspur et qui fait référence au Lane qui en était également équipé. La Tribune Nord est la plus haute du stade, mesurant plus de 35 mètres environ, tandis que les tribunes est et ouest mesurent respectivement 33,8 et 33,2 mètres. C'est d'ailleurs dans cette tribune nord que sont situées les places réservées aux supporters adverses.
Le terrain de football mesure 105 mètres sur 68, ce qui est l'équivalent d'Old Trafford et du Stade de Wembley, mais qui signifie également qu'il est plus grand que le terrain de White Hart Lane. L'écart entre les tribunes et le terrain est inférieur à la moyenne, afin d'optimiser l'ambiance des matchs. Le terrain se distingue également par sa capacité à être rétracté. En effet, la surface d'herbe naturelle utilisée pour le football peut ainsi laisser la place à une surface artificielle qui permet d'accueillir les rencontres de football américain. Lorsque le terrain n'est pas utilisé, un système d'éclairage de lampes LED permet d'entretenir l'herbe. Le terrain de football peut d'ailleurs être entretenu 5 jours avec de l'éclairage artificielle et de la ventilation lorsque celui-ci est rétracté.

### Autres infrastructures
Le stade est également équipé du plus grand bar d'Europe, le Goal Line Bar, long de 65 mètres et situé dans la Tribune Sud. De nombreux restaurants ayant une vue sur le terrain sont également installés ainsi qu'un hôtel de 180 chambres. Il y a même une boulangerie interne et la première microbrasserie au monde située dans un stade, pouvant produire 1 million de pintes de bière artisanale par an et fournir jusqu’à 10 000 pintes par minute,.
Une attraction, The Dare Skywalk, ouvre le 31 août 2020 et permet d'effectuer un tour au sommet de la Tribune Sud et de bénéficier d'une vue aérienne de l'enceinte, tout en longeant la statue du coq.

## Nom
« Tottenham Hotspur Stadium » est un nom temporaire, l'objectif du club est de vendre les droits de désignation du stade qui portera alors le nom du sponsor. Le stade est parfois appelé New White Hart Lane par les supporters et par certains médias.

## Usages
En plus des matchs de football, le stade est destiné et conçu pour être utilisé pour d'autres sports et manifestations : il accueillera jusqu'à 16 événements annuels, et six concerts de musique. Le stade a également été choisi pour héberger des matchs de l'Euro 2028 de football qui aura lieu au Royaume-Uni et en Irlande.

### NFL
Le Tottenham Hotspur Stadium est le premier et le seul stade à avoir été conçu spécialement pour les matchs de la NFL en dehors de l’Amérique du Nord et est officiellement le domicile de la NFL au Royaume-Uni. Deux matchs délocalisés de la NFL américaine (football américain) s'y tiennent par an depuis 2019 (hormis lors de la pandémie de Covid-19 en 2020).

### Rugby
Les Saracens, club de rugby à XV basé à Watford dans la grande banlieue nord-ouest de Londres, disputeront également au moins un match annuel au stade pendant cinq ans. En 2024, l'enceinte accueille les finales de la Champions Cup et de la Challenge Cup.

### Concerts
Guns N' Roses et Lady Gaga, s'y sont produits en juillet 2022, Beyoncé, les Red Hot Chili Peppers et Wizkid en juillet 2023, et la chanteuse Pink en juin 2024.
Beyoncé s'y produit pour 6 shows non consécutifs en juin 2025 dans le cadre de sa tournée Cowboy Carter Tour.

## Galerie d'images

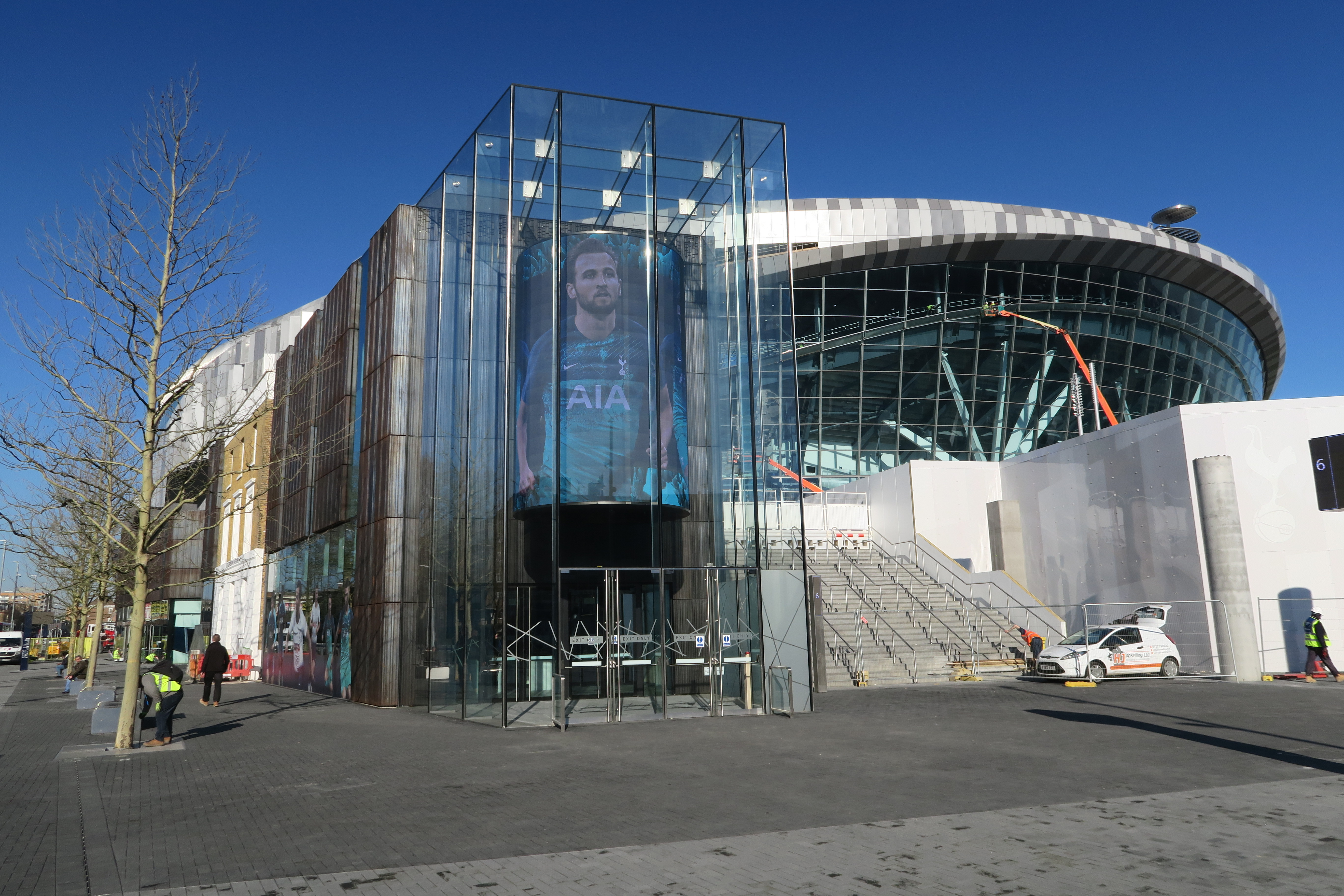
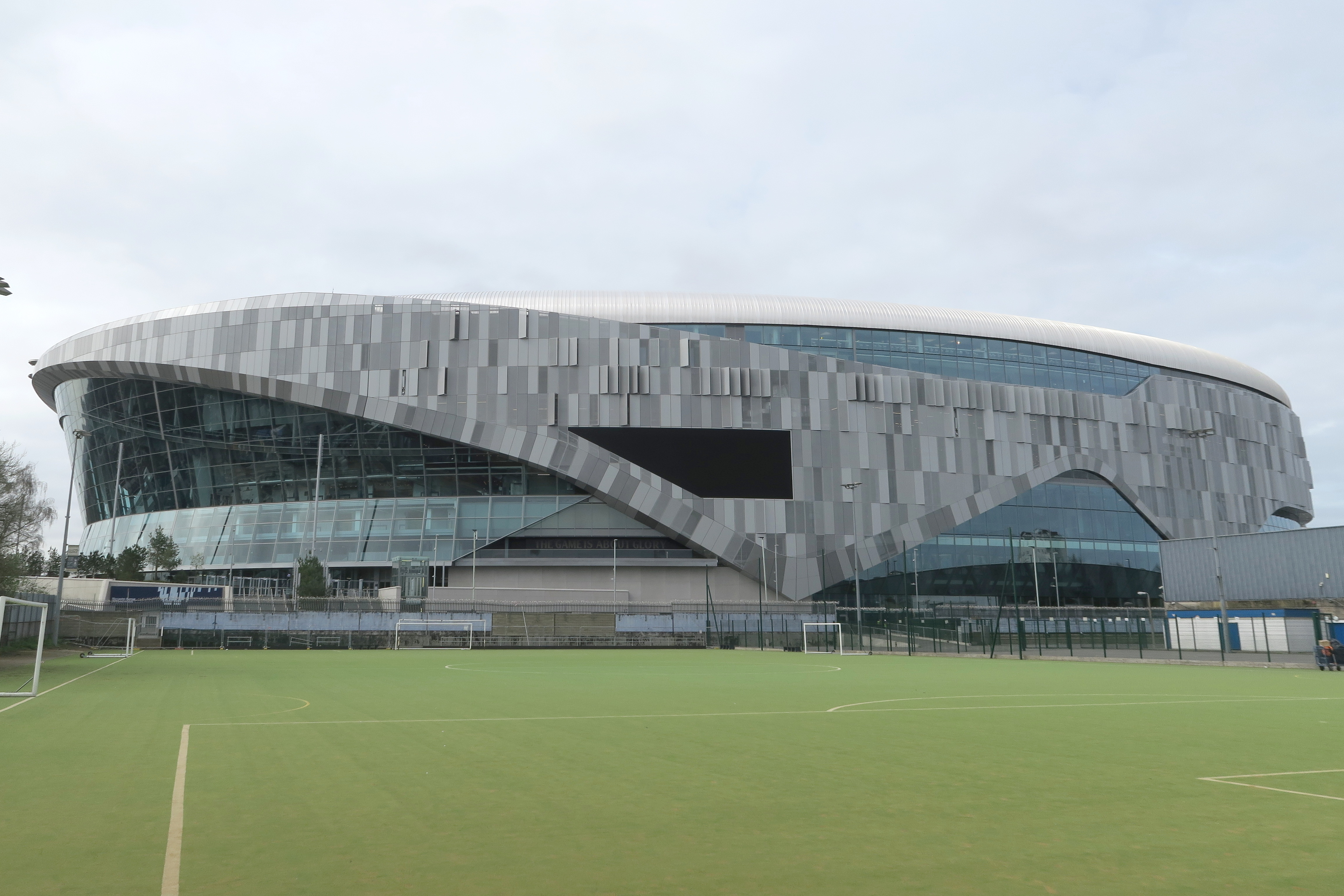
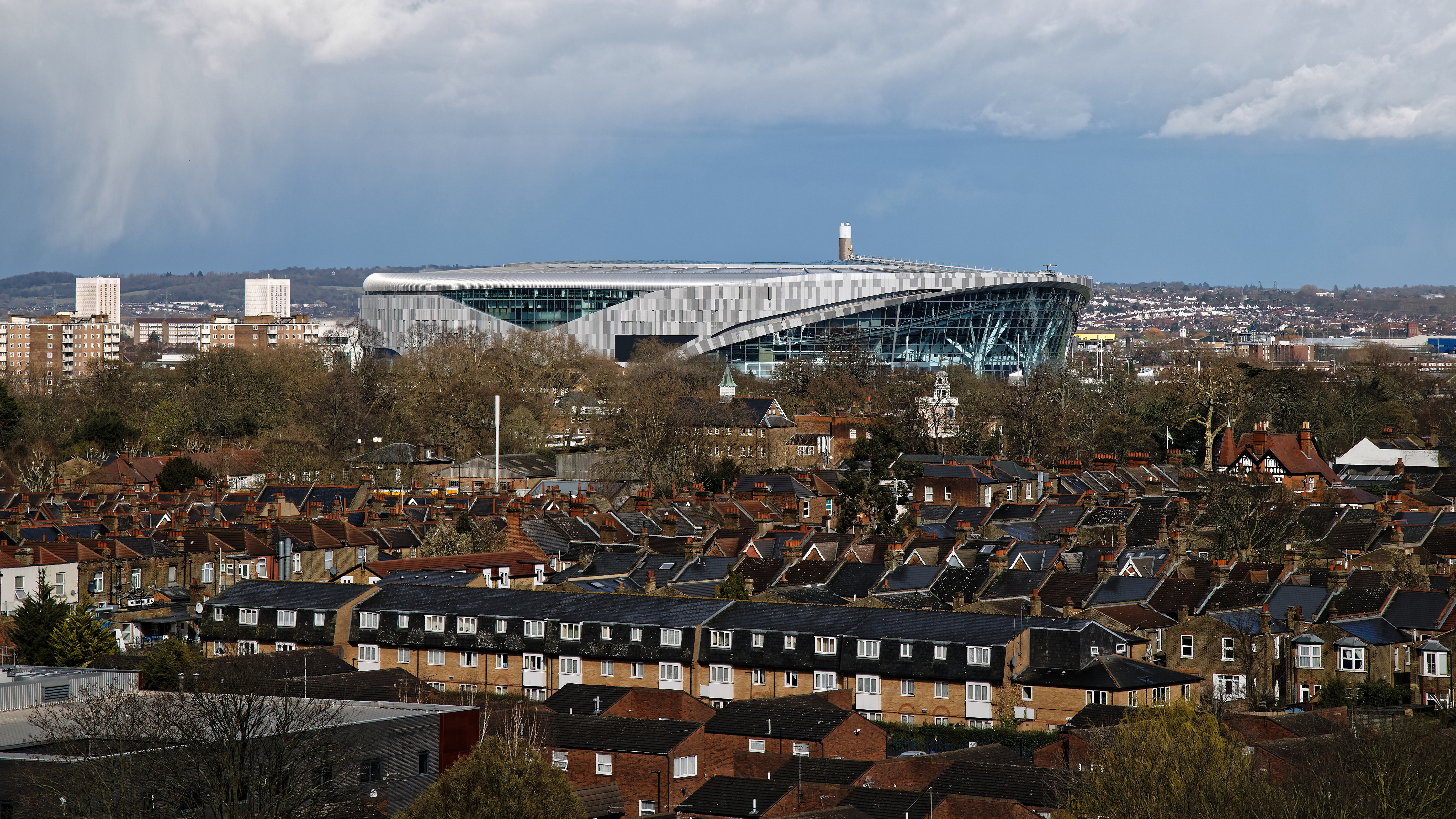
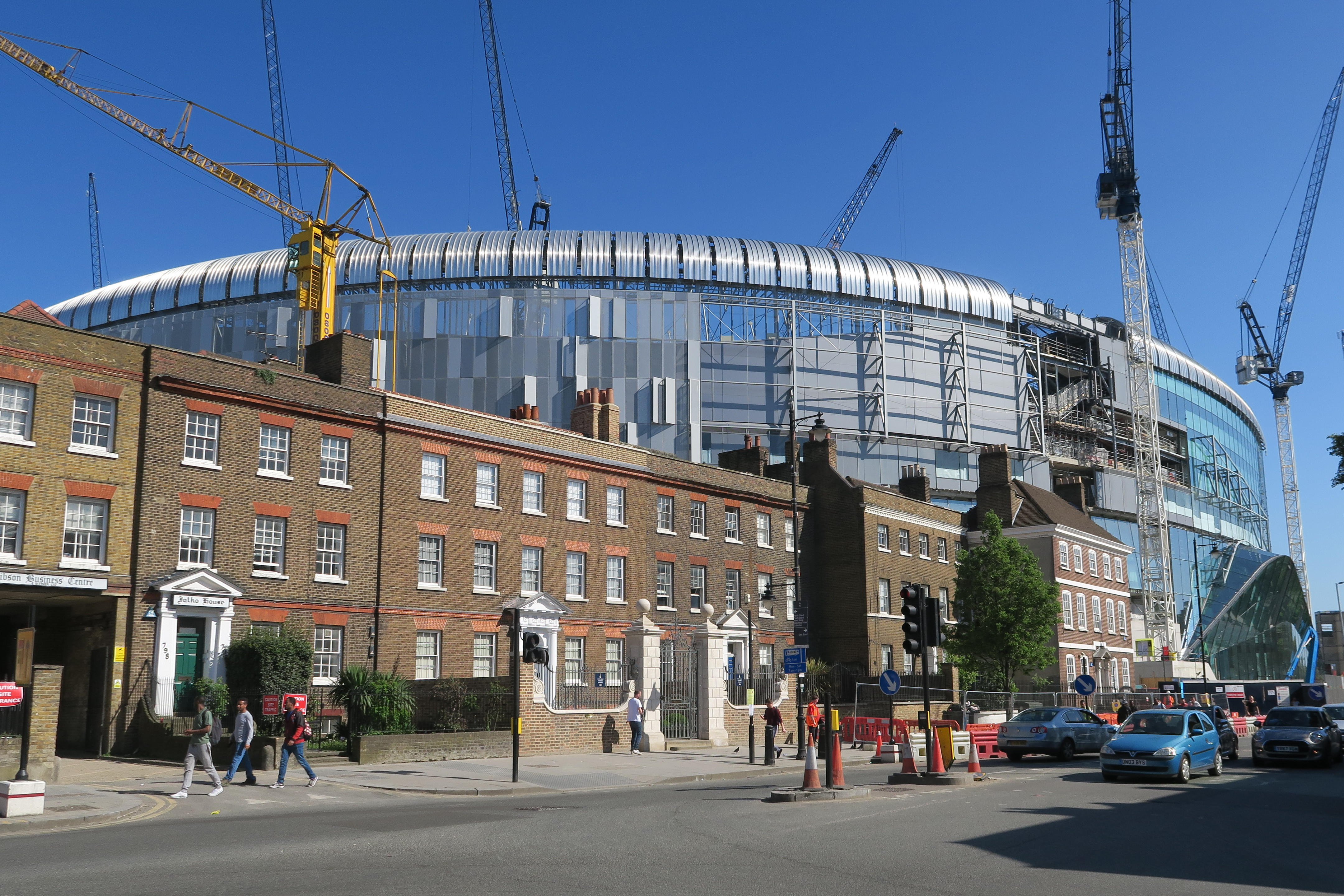
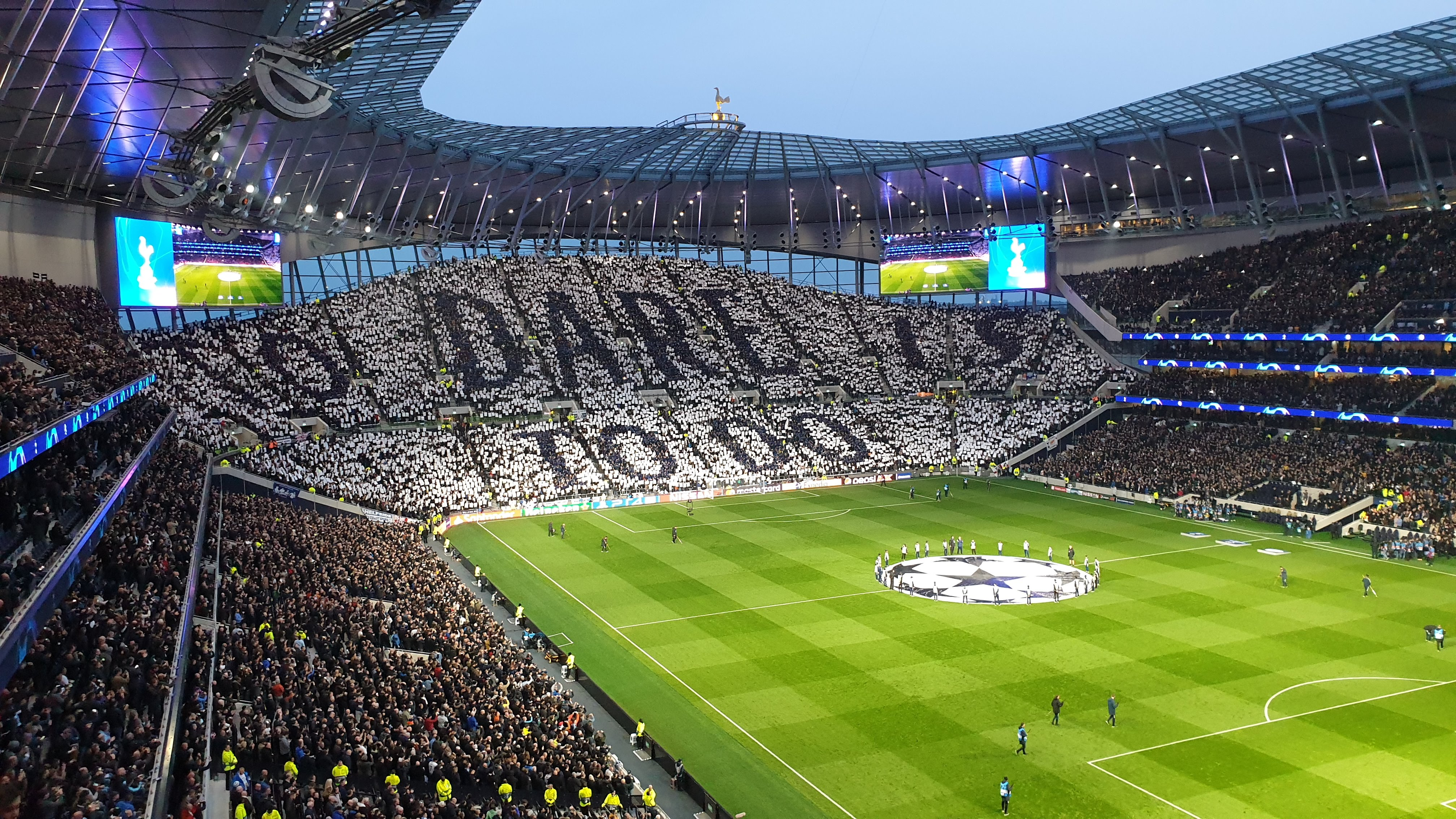

## Records d'affluence

### Football
|   | Date             | Affiche                        | Compétition         | Score | Buteur(s) pour Tottenham                    | Buteur(s) pour les visiteurs                      | Affluence |
| - | ---------------- | ------------------------------ | ------------------- | ----- | ------------------------------------------- | ------------------------------------------------- | --------- |
| 1 | 12 mai 2022      | Tottenham Hotspur - Arsenal FC | Premier League      | 3 - 0 | Harry Kane (×2, dont un pén.) Son Heung-min |                                                   | 62 027    |
| 2 | 15 janvier 2023  | Tottenham Hotspur - Arsenal FC | Premier League      | 0 - 2 |                                             | Hugo Lloris (But contre son camp) Martin Ødegaard | 61 870    |
| 3 | 15 mai 2022      | Tottenham Hotspur - Burnley    | Premier League      | 1 - 0 | Harry Kane (pén.)                           |                                                   | 61 729    |
| 4 | 8 mars 2023      | Tottenham Hotspur - AC Milan   | Ligue des champions | 0 - 0 |                                             |                                                   | 61 602    |
| 5 | 22 décembre 2019 | Tottenham Hotspur - Chelsea FC | Premier League      | 0 - 2 |                                             | Willian (×2, dont un pén.)                        | 61 104    |

### Autres sports
|   | Date            | Affiche                                           | Compétition | Score   | Affluence |
| - | --------------- | ------------------------------------------------- | ----------- | ------- | --------- |
| 1 | 14 octobre 2021 | Dolphins de Miami - Jaguars de Jacksonville       | NFL         | 20 - 23 | 60 784    |
| 2 | 10 octobre 2021 | Jets de New York - Falcons d'Atlanta              | NFL         | 20 - 27 | 60 589    |
| 3 | 6 octobre 2019  | Bears de Chicago - Raiders d'Oakland              | NFL         | 21 - 24 | 60 463    |
| 4 | 13 octobre 2019 | Panthers de la Caroline - Buccaneers de Tampa Bay | NFL         | 37 - 26 | 60 087    |